# Duboki Potok
Duboki Potok ist eine Ortschaft in der Gemeinde Srebrenik, Bosnien und Herzegowina.

## Geschichte
Duboki Potok entstand 1971 aus dem Zusammenschluss der Orte Ljenobud und Seona.

## Bevölkerung
| Zusammensetzung der Einwohner in Duboki Potok | Zusammensetzung der Einwohner in Duboki Potok | Zusammensetzung der Einwohner in Duboki Potok | Zusammensetzung der Einwohner in Duboki Potok | Zusammensetzung der Einwohner in Duboki Potok |
|                                               | 2013                                          | 1991                                          | 1981                                          | 1971                                          |
| Einwohner                                     | 2.151 (100,0 %)                               | 1.883 (100,0 %)                               | 1.348 (100,0 %)                               | 833 (100,0 %)                                 |
| --------------------------------------------- | --------------------------------------------- | --------------------------------------------- | --------------------------------------------- | --------------------------------------------- |
| Bosniaken                                     | –                                             | 1.763 (93,63 %)                               | 1.307 (96,96 %)                               | 804 (96,52 %)                                 |
| Andere                                        | –                                             | 83 (4,408 %)                                  | 6 (0,445 %)                                   | 6 (0,720 %)                                   |
| Jugoslawen                                    | –                                             | 32 (1,699 %)                                  | 17 (1,261 %)                                  | 2 (0,240 %)                                   |
| Serben                                        | –                                             | 5 (0,266 %)                                   | 14 (1,039 %)                                  | 15 (1,801 %)                                  |
| Kroaten                                       | –                                             | –                                             | 4 (0,297 %)                                   | 4 (0,480 %)                                   |
| Mazedonier                                    | –                                             | –                                             | –                                             | 1 (0,120 %)                                   |
| Ungarn                                        | –                                             | –                                             | –                                             | 1 (0,120 %)                                   |